# Фред Антон Маєр
Фред Антон Маєр (норв. Fred Anton Maier; 15 грудня 1938, Неттерей, Вестфолл — 9 червня 2015, Неттерей) — норвезький ковзаняр, олімпійський чемпіон і призер Олімпійських ігор, чемпіон світу і Європи, багаторазовий рекордсмен світу.

## Біографія
Фред народився у фюльке Вестфолл.
Проягом 1960-х років був одним із провідних норвезьких ковзанярів, майстром довгих дистанцій. Крім ковзанярського спорту займався велоспортом.
На Олімпійських іграх 1964 Маєр виборов срібло на дистанції 10 000 м і бронзу на дистанції 5000 м, але найбільших успіхів досяг у 1968 році.
Спочатку він став першим на чемпіонаті Європи в класичному багатоборстві. Потім на Олімпійських іграх 1968 став чемпіоном на дистанції 5000 м, встановивши при цьому світовий рекорд, і срібним призером на дистанції 10 000 м. А наприкінці лютого став чемпіоном світу в класичному багатоборстві, встановивши світовий рекорд в великій комбінації.

## Світові рекорди
За свою спортивну кар'єру Маєр встановив 11 світових рекордів.
| забіг             | дата           | час     | місце              |
| ----------------- | -------------- | ------- | ------------------ |
| 5000 м            | 4 березня 1965 | 7:28,1  | Нутодден, Телемарк |
| 10 000 м          | 6 лютого 1966  | 15:32,2 | Осло               |
| Велика комбінація | 6 лютого 1966  | 178,253 | Осло               |
| 10 000 м          | 28 лютого 1967 | 15:31,8 | Інцель             |
| 5000 м            | 7 січня 1968   | 7:26,2  | Девентер           |
| 10 000 м          | 21 січня 1968  | 15:29,5 | Гортен             |
| 10 000 м          | 28 січня 1968  | 15:20,3 | Осло               |
| 5000 м            | 15 лютого 1968 | 7:22,4  | Гренобль           |
| Велика комбінація | 25 лютого 1968 | 176,340 | Гетеборг           |
| 3000 м            | 7 березня 1968 | 4:17,5  | Інцель             |
| 5000 м            | 9 березня 1968 | 7:16,7  | Інцель             |